# Andrena anograe
Andrena anograe är en biart som beskrevs av Cockerell 1901. Andrena anograe ingår i släktet sandbin, och familjen grävbin. Inga underarter finns listade i Catalogue of Life.

## Bildgalleri

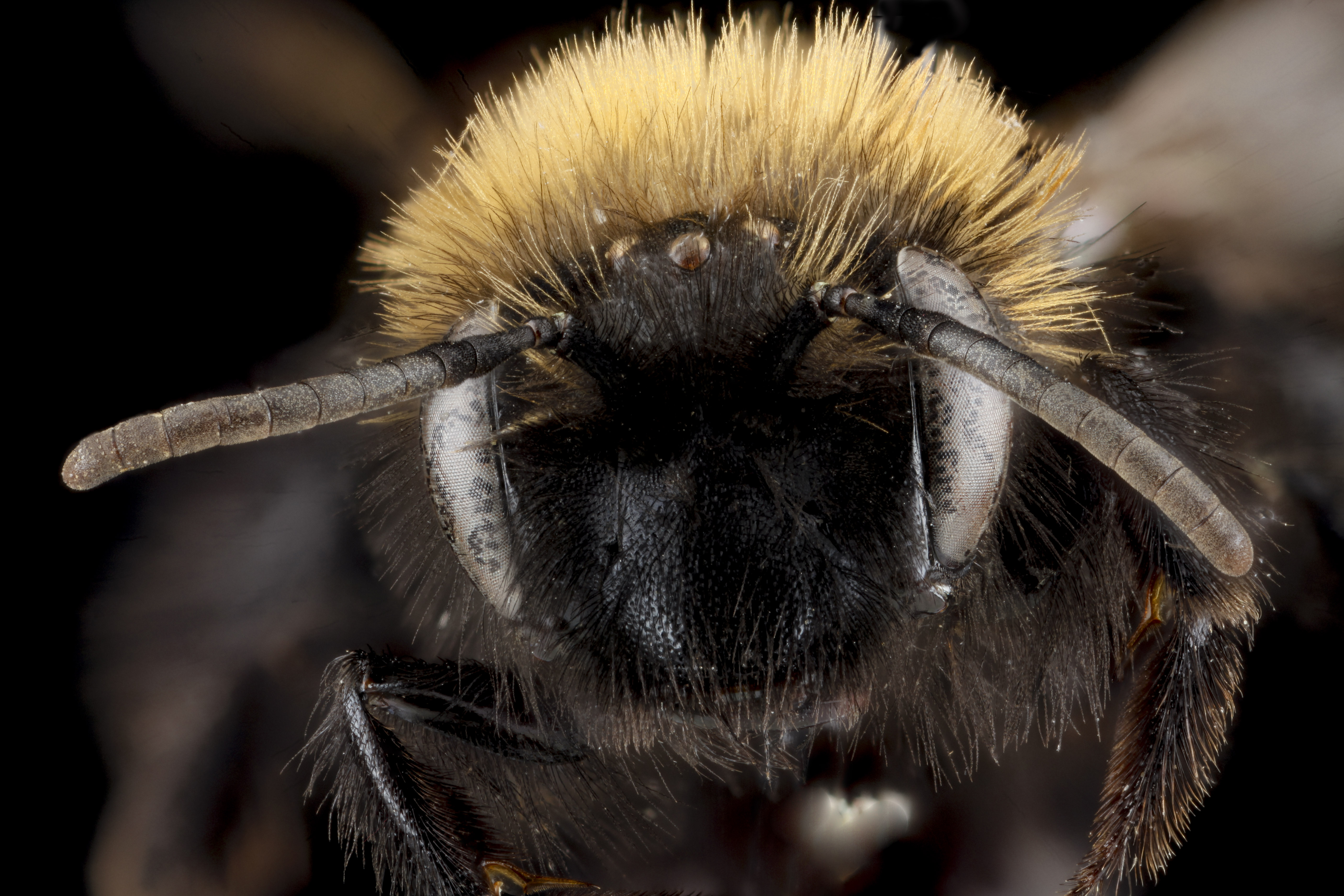
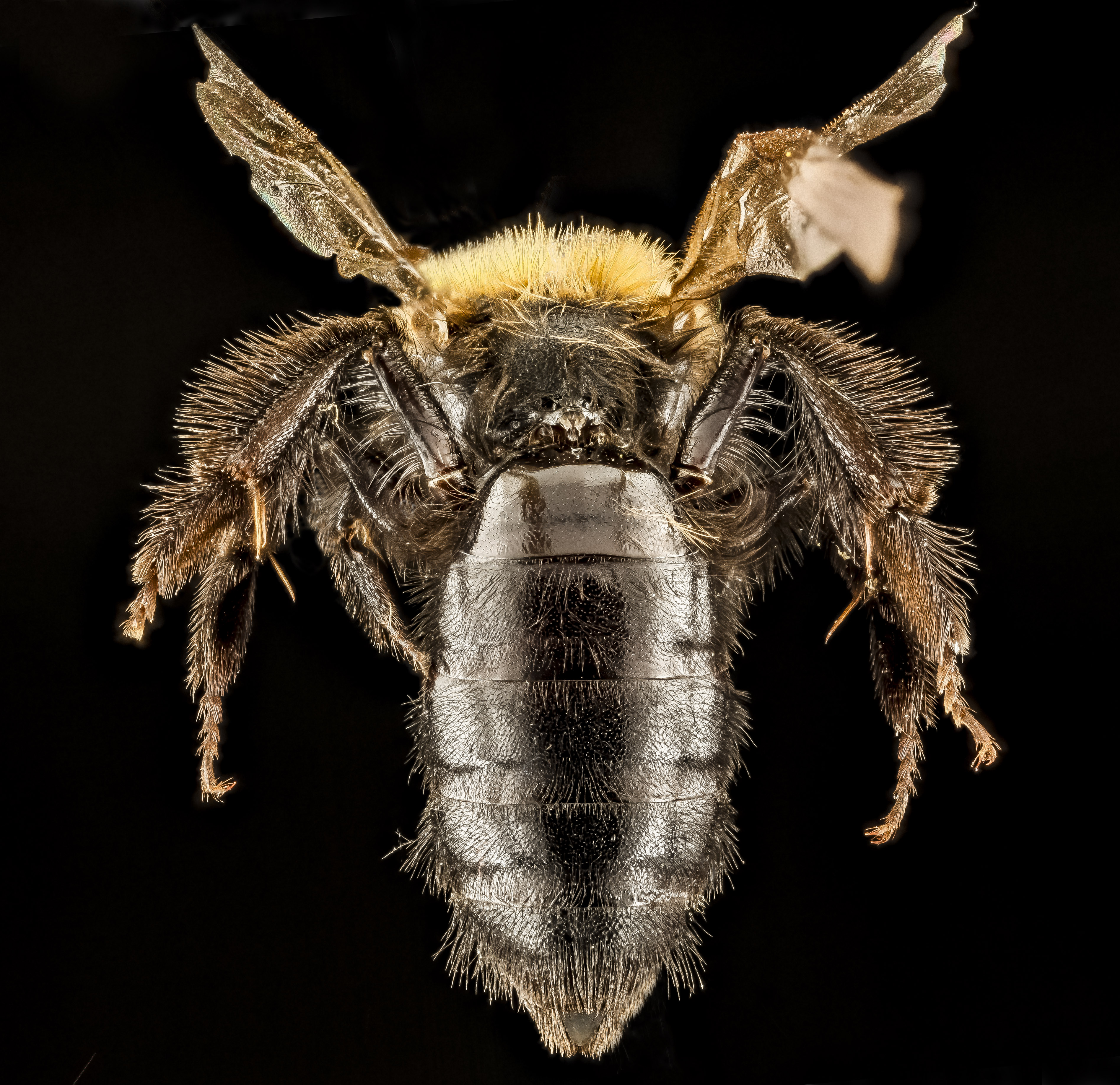